# Myo Hlaing Win
Myo Hlaing Win (မျိုးလှိုင်ဝင်; Yangon, 24 maggio 1973) è un ex calciatore birmano, di ruolo attaccante.